# Fils du feu
Fils du feu est le premier roman de Guy Boley paru le 24 août 2016 aux éditions Grasset.

## Historique
Homme au parcours singulier, ayant excercé de multiples métiers tout au long de sa vie, Guy Boley décide d'écrire son premier roman à plus de soixante ans dans sa maison jurassienne de Mesmay. Ce livre est cependant le fruit de trente années d'écriture et de réécriture de son auteur autour de ses souvenirs familiaux qui prennent la forme d'un hommage à ses parents.
Dans les deux années qui suivent sa parution, le roman reçoit de très nombreux prix français et internationaux dont le prix Françoise-Sagan, le grand prix SGDL du premier roman, le prix littéraire Georges-Brassens et le prix Alain-Fournier en 2016 puis le prix littéraire Québec-France Marie-Claire-Blais en 2018.

## Accueil de la critique
Le roman a été particulièrement bien accueilli par la critique littéraire en France,,,,, ainsi que par l'écrivain Pierre Michon – avec lequel il a été comparé – qui exprima son admiration pour le livre et se lia d'amitié avec son auteur,.

## Éditions
- Éditions Grasset, 2016  (ISBN 9782246862116), 160 p.[12]
- Coll. « Folio », éditions Gallimard, 2018  (ISBN 9782072724107), 160 p.